# Slađan Nikodijević
Slađan Nikodijević (Kirin Serbia: Слађан Никодијевић; sinh 1 tháng 5 năm 1990) là một tiền đạo bóng đá Serbia, thi đấu cho Inđija. Anh là em trai của Saša Nikodijević.